# Đồng Khánh
Đồng Khánh (Hán tự: 同慶; connu aussi sous le nom de Nguyễn Phúc Ưng Kỷ, 阮福膺祺), né sous le nom de Nguyễn Cảnh Tông le 19 février 1864 à Hué et mort le 28 janvier 1889 à Hué, est empereur d'Annam de 1885 à 1889. Il est le neuvième souverain de la dynastie Nguyễn.

## Biographie
Neveu de l'empereur Tự Đức, qui règne de 1847 à 1883, il est adopté par son oncle, qui le désigne comme duc de Kiên Giang ; cependant il ne lui succède pas immédiatement.
Quatre empereurs le précèdent en effet sur le trône entre 1883 et 1885 : Dục Đức, Hiệp Hòa, Kiến Phúc et Hàm Nghi. Le 4 juillet 1885, ce dernier est conduit dans les montagnes par le régent Tôn Thất Thuyết, qui entend faire de lui le symbole autour duquel devrait se cristalliser la résistance aux ambitions de la France en Annam.
Soucieux d'asseoir la légitimité de leurs conquêtes, les Français apportent leur soutien à l'intronisation de Đồng Khánh comme nouveau souverain en septembre 1885, mais son règne ne dure qu'un peu plus de trois ans.
En janvier 1887, dans le palais de la citadelle de Hué, l'amiral Henri Rieunier fait don de sa lorgnette de marine en aluminium à Dông Khanh. Commandant en chef la division navale de l'Extrême-Orient, l'amiral Rieunier recevra une décoration de 1re classe dite « Kim Khan » (en or) et se verra attribuer, en même temps que le brevet de la décoration, au titre de souvenir perpétuel de S. M. le roi d'Annam, une corne de rhinocéros, une boîte rectangulaire de bétel incrustée et un plateau carré à bétel en ivoire, la 1re année de Dông Khanh, le 15 du 12e mois (8 janvier 1887).
Il tombe malade et meurt en 1889 à l'âge de 24 ans.

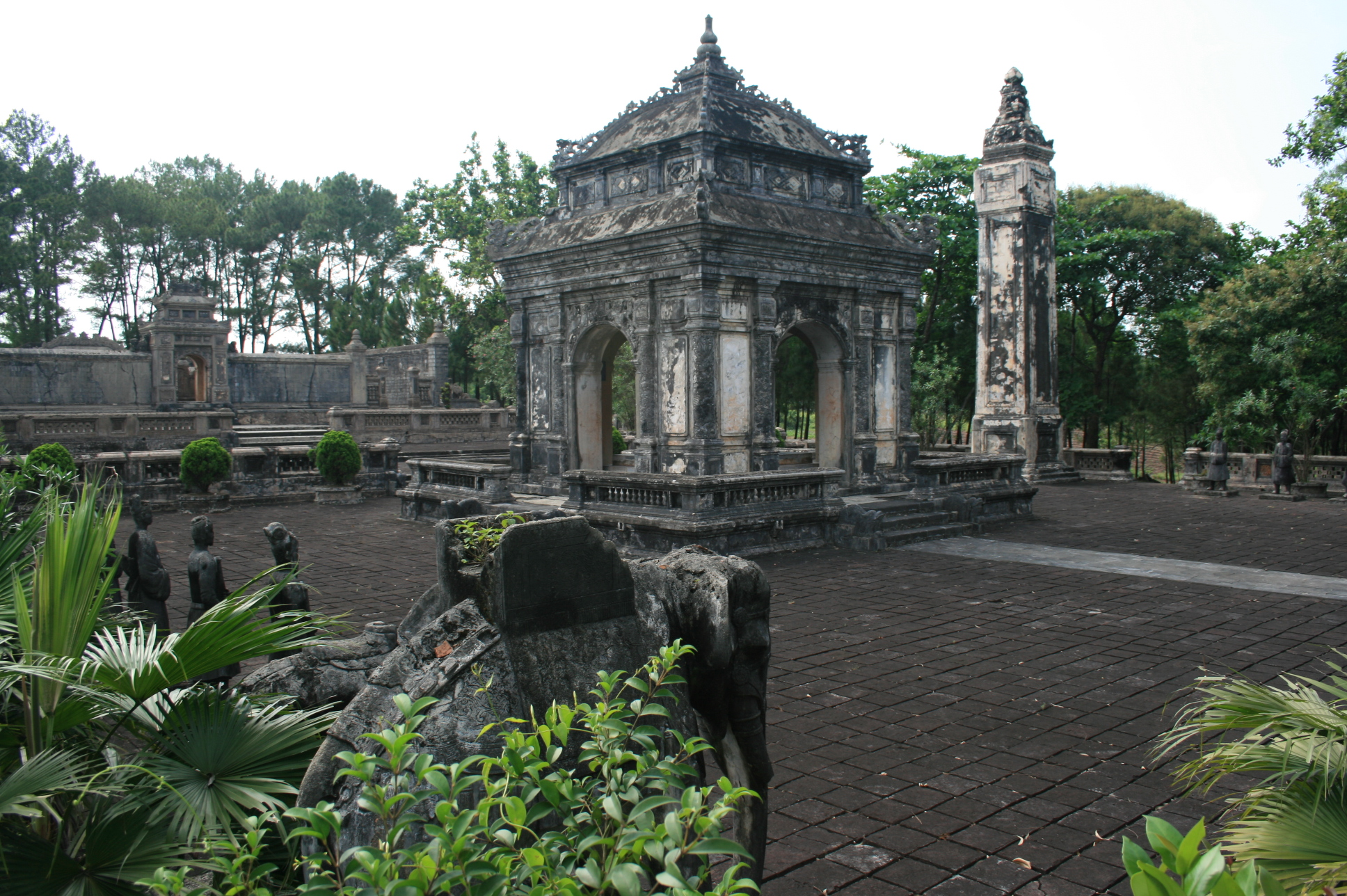
Tombe de l'empereur

Il est le père de l'empereur Khải Định, qui règne de 1916 à 1925.